# Реагентний режим
Реагентний режим (рос. реагентный режим, англ. reagent regime, нім. Reagensregime n) – сукупність умов застосування реагентів при деяких фізико-хімічних процесах, наприклад, збагачення корисних копалин, зокрема флотації, масляній агрегації (агломерації, ґрануляції), селективній флокуляції тощо. 
| Реагентний режим включає: типи реагентів, їх витрати (з розрахунку на одиницю маси оброблюваного (збагачуваного) матеріалу або зовнішньої поверхні його частинок), послідовність та місце подачі до процесу, способи підготовки та попередньої обробки реагентів (при необхідності). |